# Kelenföld
Kelenföld (németül: Krenfeld) Budapest egyik városrésze a XI. kerületben, Újbudán.

## Fekvése
A kelenföldi lapály nyugati irányból hegyekkel és dombokkal határolt, sík terület. Az 1881-1886 közötti folyamszabályozás előtt a Duna, helyenként lápos, mocsaras ártere volt.
Északon a Gellérthegy, Szentimreváros és Lágymányos, keleten a Duna, délen Albertfalva és Kelenvölgy, nyugaton pedig Őrmező, Sasad és Sashegy határolja. Pontos határai: Villányi út a Karolina útig – Karolina út – Bocskai út – Fehérvári út – Körvasút – Duna folyam – Kondorosi út – Solt utca – Kelenvölgyi határsor – a MÁV hegyeshalmi vonala – Nagyszőlős utcai aluljáró – Budaörsi út a Villányi útig.

## Történelem

### A név eredete
A területet a középkorban Tabánnak nevezték. A Kelenföld név eredete vitatott: egyesek a német Krenfeld (tormaföld) szóból, mások Kelen honfoglalás kori vezér nevéből származtatják. Döbrentei Gábor 1847. évi dűlőkeresztelője alkalmával az addigi német elnevezésű Kreinfeld területe a magyar Kelenföld névre magyarosodott vissza.
A terület a Pesti-hegytől (ma Gellérthegy, sokáig Kelen-hegy) Pestújhegyi várig tartott. Az biztos, hogy a második keresztes hadjárat után itt megtelepedő német telepesek Creynfeld, Craynfeld, Kreynfeld, Kreinfeld, Krainfeld neveken említették, de ennek magyar előzménye ismeretlen, és a mai Kelenföld névvel bizonytalan a kapcsolata. Kelen-hegy 1277-es okleveles említése az első, amelyben a szomszédos Kelenfeld településhez tartozóként írják le. A Képes krónikában Kelen-hegy a szomszédos település, Kelenfeld hegye. Kelenfewld Thuróczi János krónikájában. Csáthi Demeter Kelemföld alakban írta. A név etimológiájára a 19. század óta az átkelés igével való kapcsolatot valószínűsítik.

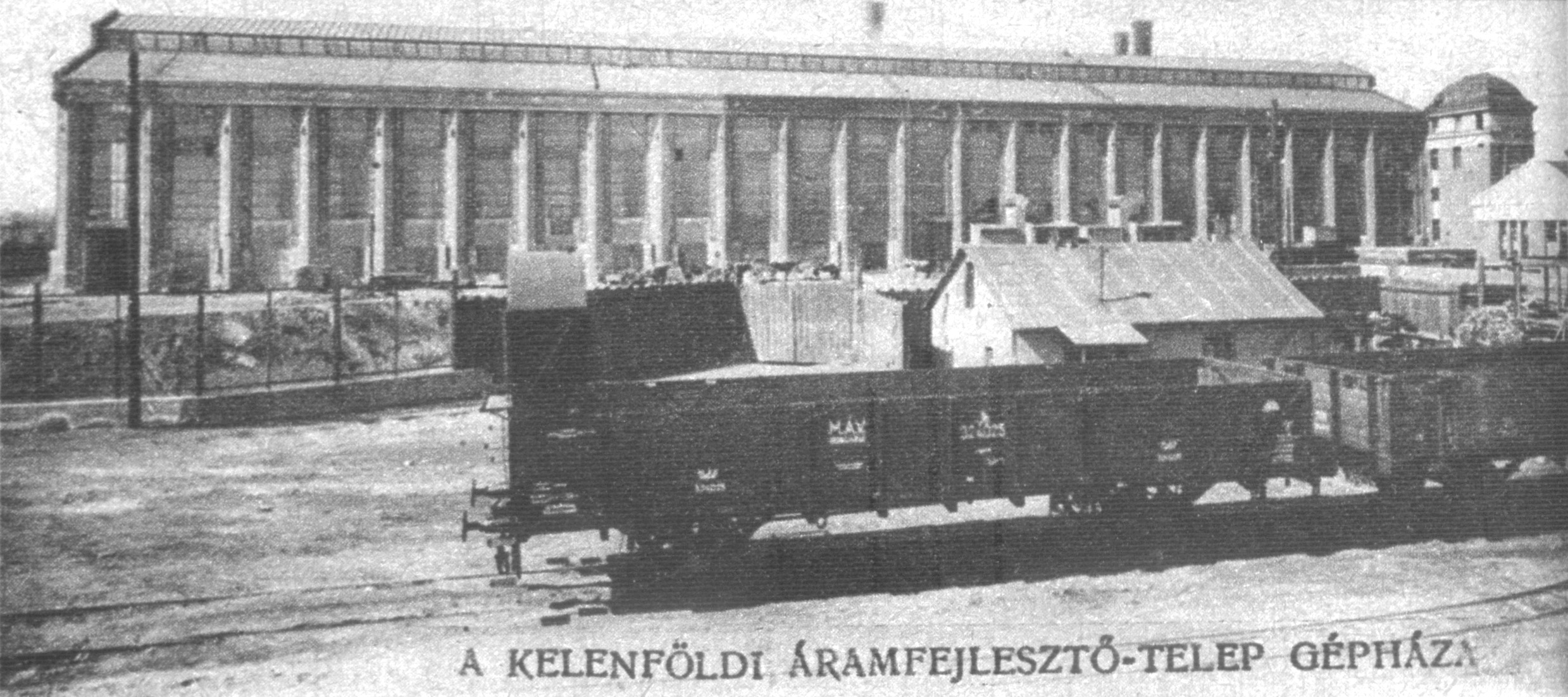
A kelenföldi áramfejlesztő telep gépháza a 20. század elején

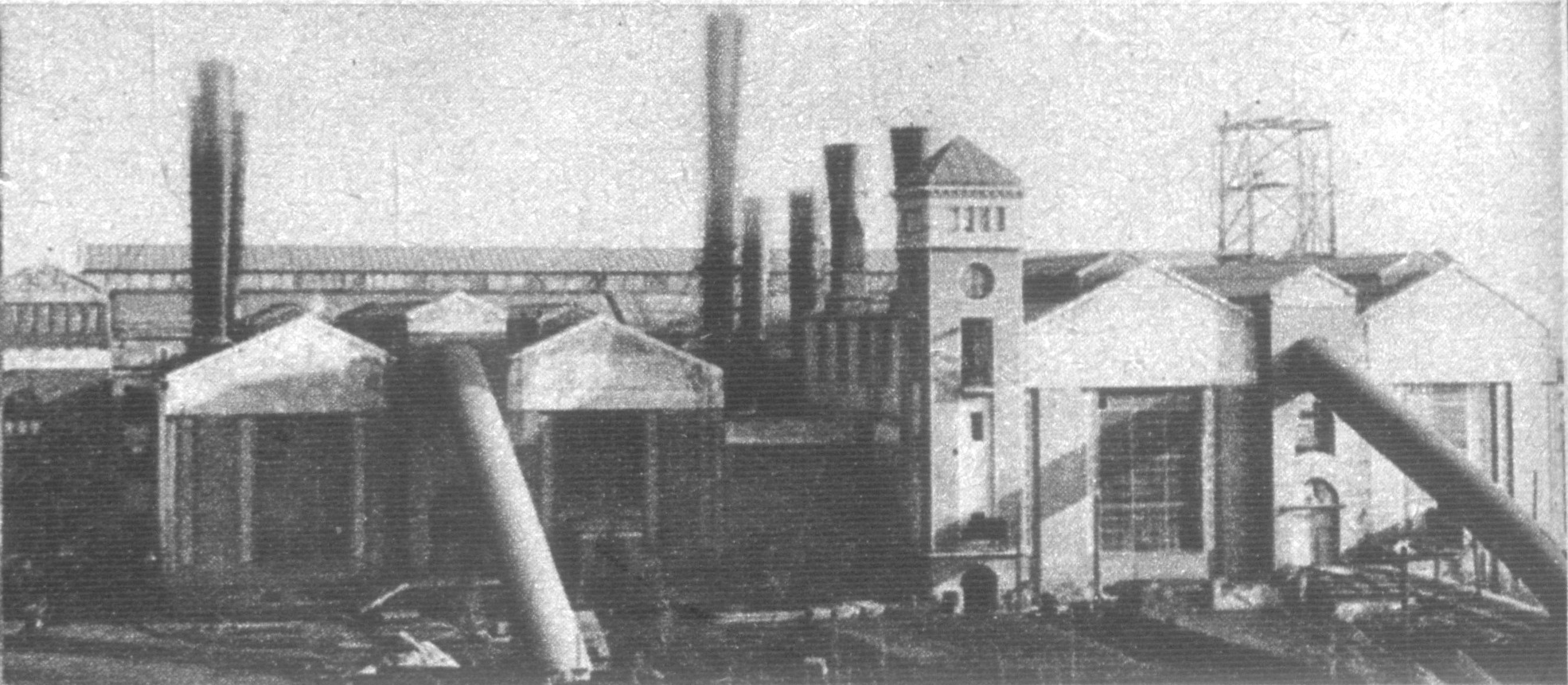
Az Elektromos Művek kelenföldi telepe az 1920-as évek körül

### A terület benépesülése
Az 1723-as budai tűzvészt követően, 1780 körül barokk lőportárt építettek a városrész délkeleti határában, a hajdani Nádor-csatorna, a Keserű-ér (Határ-árok) és a Duna közötti mezőn. (1945-ig használták és felújított tetőszerkezettel napjainkban is áll.) A Gellért-hegytől délre elterülő táj a 18. században kezdett benépesülni eleinte szőlőművelőkkel, majd a 19. században az ipar is megjelent. Az 1860-as, 1870-es években épült ki a terület vasúthálózata. A Fehérvári úttól keletre elektrotechnikai, építőipari, gépipari, textilipari, optikai, konzervipari és édesipari üzemek létesültek, magánvállalkozásként. A Kelenföldi Erőmű a Lágymányosi-öböl torkolatánál 1914-ben kezdte meg az energiatermelést.
Az Erzsébet Sósfürdő 1854-ben nyitott meg. Köré kedvelt üdülőtelep, majd a Halmi és a Bártfai utca mentén villanegyed is épült a következő évtizedekben.
Kelenföld az 1920-as évektől kezdett beépülni többnyire kertvárosias formában, a főutakon nagyobb lakóházakkal kiegészülve. A városrész délkeleti részén ugyanebben az időben kezdett kialakulni egy később elég rossz hírűvé vált, szükséglakásokból álló nyomornegyed, a mai Galvani utca közelében létezett Jeruzsálem-telep, amelyet az 1930-as évek végén számoltak fel, az épületeket részben műhelyekké, részben munkáslakásokká átalakítva.

### A második világháború után
A második világháború után az ipari üzemeket államosították. Itt működött a Kismotor- és Gépgyár, a Beloiannisz Híradástechnikai Gyár, a Villamoserőmű Tervező és Szerelő Vállalat, a Gamma Művek, a Hajtómű- és Felvonógyár, a Magyar Kábel Művek, a Villamosszigetelő- és Műanyaggyár, a Vasipari Kutatóintézet, a Budalakk, a Csemege Édesipari Gyár, a Patyolat Vállalat (Salesianer Mosoda), a Kelenföldi Textilművek, a Budai Hengermalom, a Fővárosi Sütőipari Vállalat egyik kenyérgyára, az Élelmiszeripari Gépgyár és Szerelő Vállalat, a Beton- és Vasbetonipari Művek Épületelemgyára, a Főtaxi garázsa, és később ide települt a Főtáv székháza.
Az egykori Erzsébet Sósfürdő helyén 1950-ben épült a Tétényi úti Kórház, amely 1972-ben, majd 1978-ban bővült új tömbökkel.

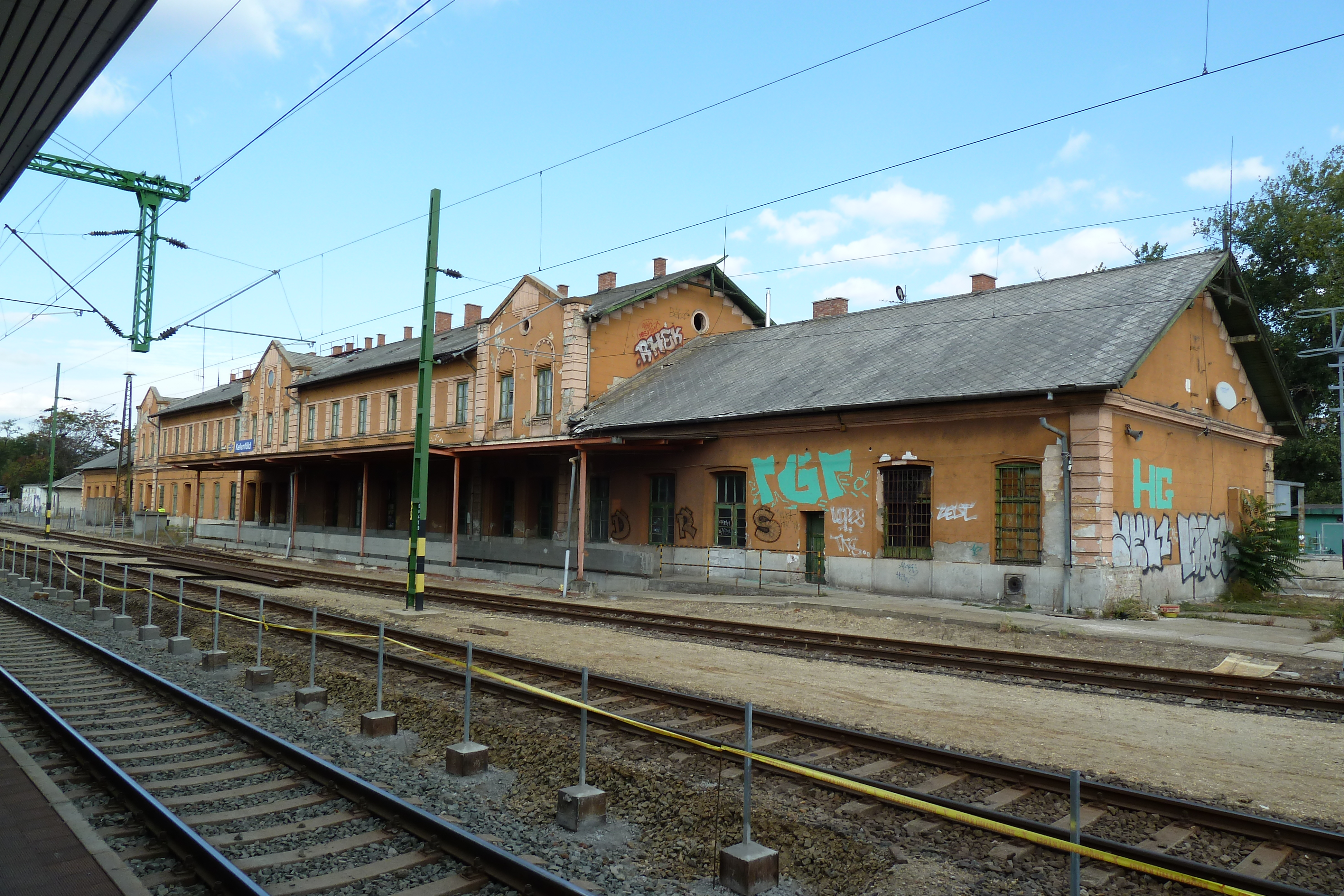
Kelenföld vasútállomás műemlék állomásépülete

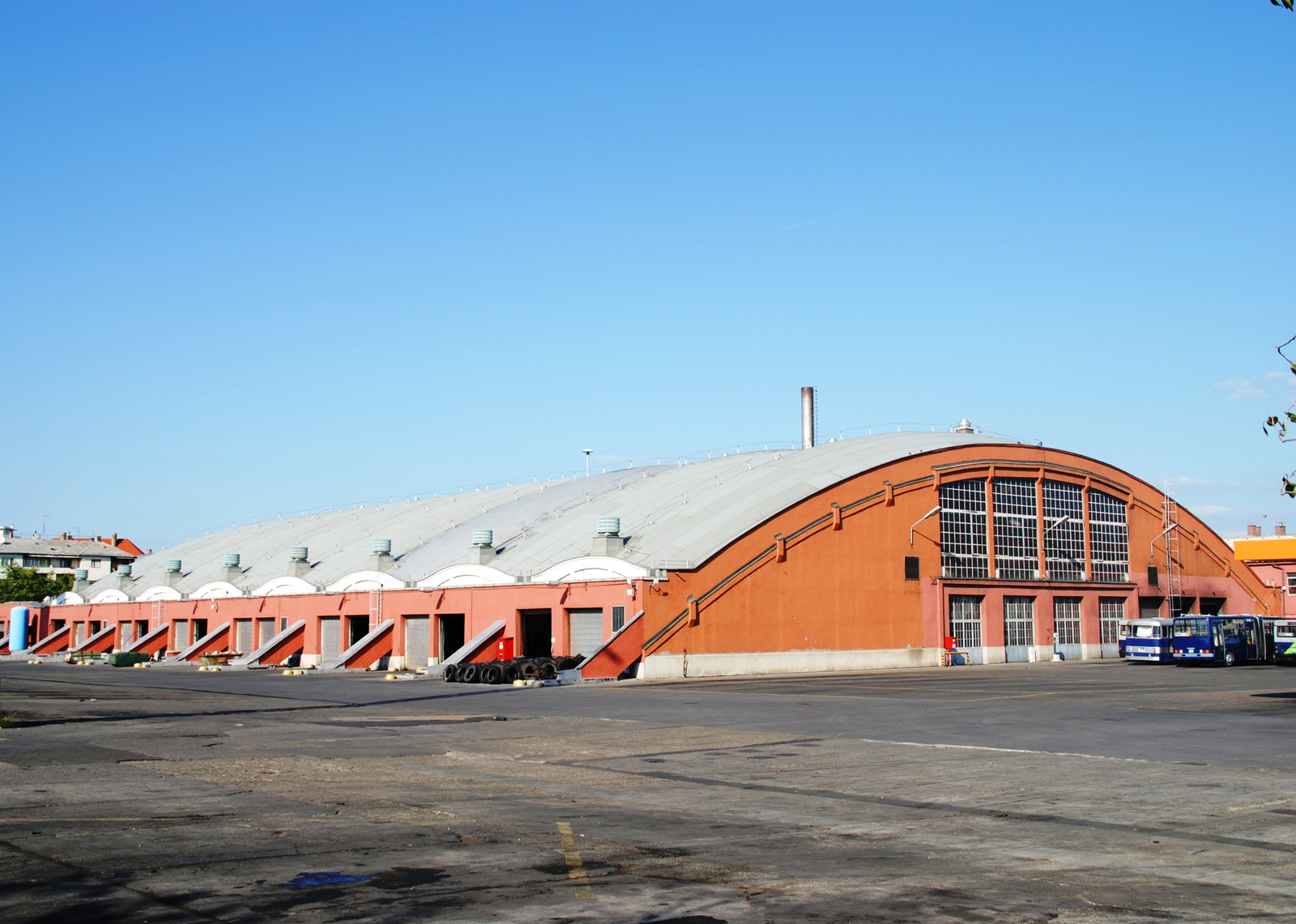
A Kelenföldi autóbuszgarázs

A lakótelepek 1965-1983 között épültek fel több ütemben, a Tétényi, a Fehérvári, valamint az Etele (akkori nevén Szakasits Árpád) út mentén. Kisebb panelház-csoportokat építettek még az Andor utca nyugati végénél is (pl. az Allende-park).
A lakótelep közepén a Kelenföldi Városközpont Zilahi István és Bede József tervei alapján épült meg 1974 és 1979 között. A szolgáltatóház funkción kívül itt nyitott meg a Budapesti Művelődési Központ és az akkor igen népszerű, nagy befogadóképességű bemutató filmszínház, az Olimpia Mozi is (ami 2000-ben bezárt). Élelmiszer-áruház, piac és gyorsétterem mellett a Fővárosi Szabó Ervin Könyvtár egyik tagkönyvtára üzemel benne.

### A rendszerváltás után

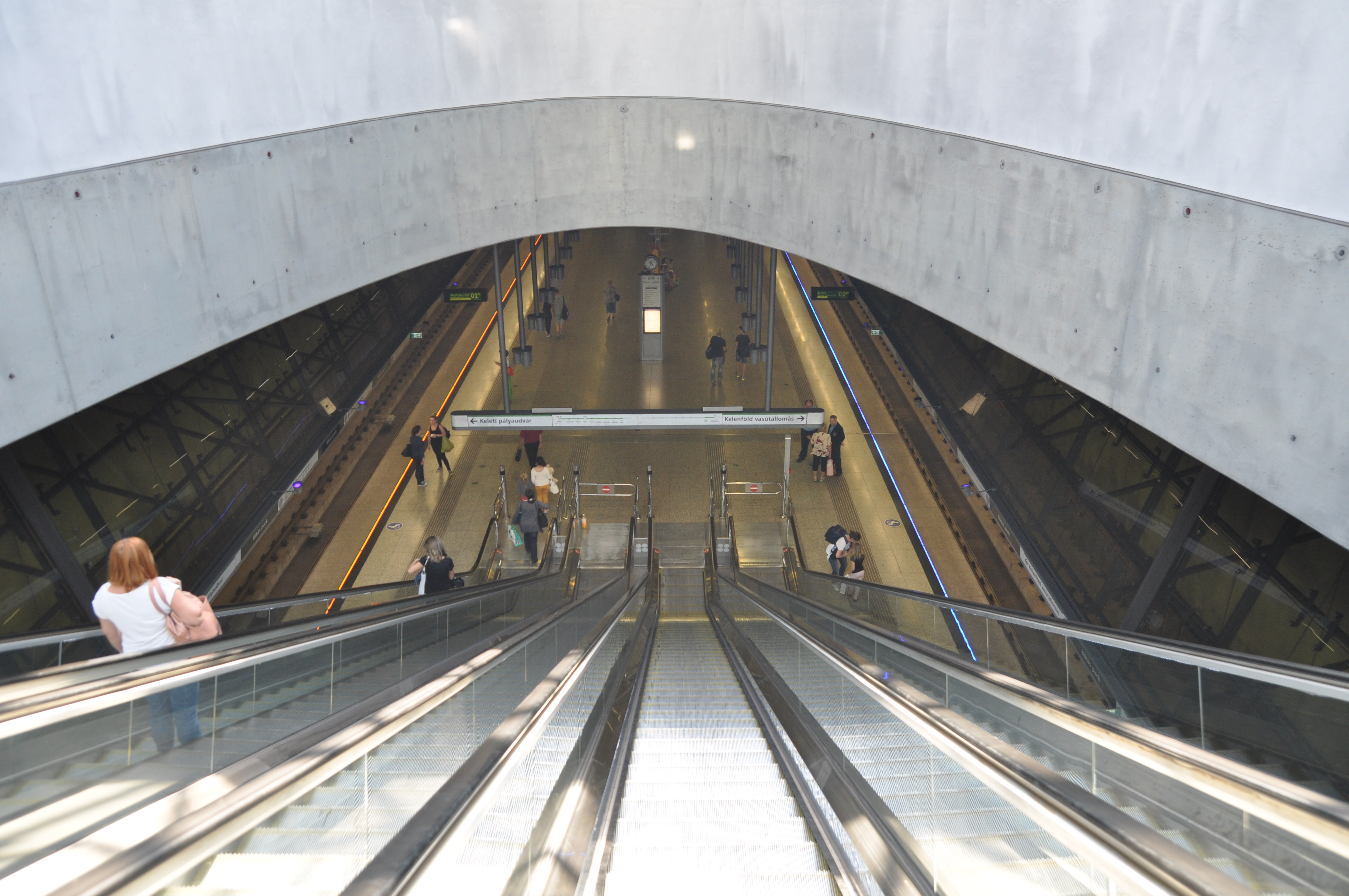
A budapesti négyes metró Bikás park állomása

A környék első nagy rendszerváltás utáni beruházása az akkor Lágymányosi hídnak nevezett Rákóczi híd budai hídfőjéhez kapcsolódó felvezető út, a Szerémi út megépítése volt 1995-ben, melyet az akkor itt lévő iparterületeken keresztül vezettek át azt követően, hogy a leendő nyomvonalon korábban működő üzemnek és gyárak nagyrészt megszűntek. 1990-ben kapott önálló városrészi besorolást Lágymányos. (A déli felére tervezett, de végül elmaradt 1996-os világkiállítás kapcsán is történtek építkezések, ám azok a rendezvény lemondása után akkor félbemaradtak vagy más funkciót kaptak.) A 2000-es években ismét több lakóingatlan-fejlesztési projekt indult, általában a korábbi rozsdaövezet helyén. Ezek közül a legnagyobb a Sopron utca - Szerémi út - Hauszmann Alajos utca és Prielle Kornélia utca által határolt területen, az ezredforduló után felépült Nádorliget lakópark. A Szerémi út és a Budafoki út között a 2010-es években jelentős irodaépület-fejlesztések mentek végbe. A szolgáltatószektor is kibővült, így például a Hengermalom út és a Budafoki út sarkán az egykori Magyar Kábel Művek üzemcsarnokának átalakításával, 2006-ban megnyílt az Újbuda Center. 2009-ben adták át az Allee bevásárlóközpontot is Újbuda központjában, az 1976-ban átadott Skála Budapest Nagyáruház helyén.
A panelprogram keretében számos panelházat felújítottak, illetve külsőleg leszigeteltek (pl. Etele út 2-24., az ún. „12 lépcsőházas” épület), részben megszínesítve ezzel az egyébként egyhangúan szürke lakótelepi homlokzatokat.
A 2014 óta üzemelő M4-es metróvonal építésével kapcsolatban néhány kisebb (részben ideiglenes) közlekedési változás érintette a területet, elsősorban a Kelenföldi városközpont (Etele út – Tétényi út sarok) és az Etele tér környékén. 2010-ben elbontották az 1976-ban épült (korábban a Gábor Dénes Főiskolának is otthont adott) jellegzetes SZÁMALK-épületből (Etele út 68.), valamint az hajdani Budai Lottó Áruház (később virág- és dísznövény-nagykereskedés) épületéből álló együttest. Az 1-es villamos vonalát 2015-ben vezették át a Rákóczi-hídon az Etele út/Fehérvári útig, majd 2019-ben Kelenföld vasútállomásig hosszabbodott az útvonala az Etele úton keresztül.

## Népesség

### Vallás
Kelenföld területén három katolikus plébánia osztozik: a vasútvonaltól északra fekvő terület a Budai ciszterci Szent Imre-plébániához, a Tétényi úttól nyugatra fekvő rész a Kelenföldi Szent Gellért-plébániához, míg a keleti rész a Lágymányosi Szent Adalbert-plébániához tartozik. Itt épült Budapest legfiatalabb temploma, a 2014. október 31-én átadott és felszentelt Boldog Meszlényi Zoltán-templom, a Lágymányosi Szent Adalbert Plébánia új templomaként.

## Kultúra
A központban az 1990-es évekig vetített filmeket az Olimpia Mozi, ami a Bartók után a kerület második filmszínházaként[forrás?] nyitott meg. Hosszú szünet után az Allee bevásárlóközpontban megnyitott multiplex a kerület egyetlen mozija.
A Bartók Béla út külső részén lévő egykori, az 1980-as évekre igen leromlott állapotú Haladás Mozit bezárták, majd néhány év múlva Hököm Színpad néven, magánvállalkozásként színházat nyitottak ott, ami később felvette a Karinthy Színház nevet.

## Légi felvételek

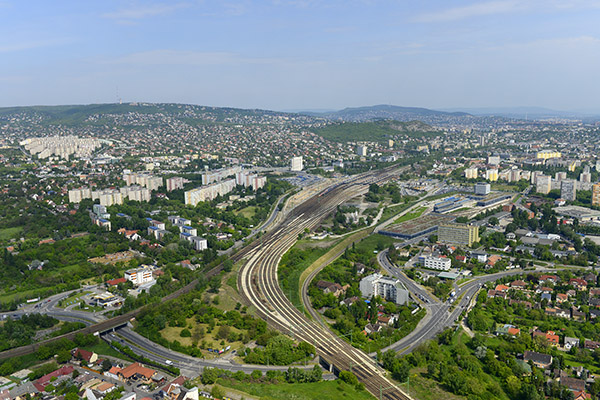
A Kelenföldi pályaudvar látképe a magasból
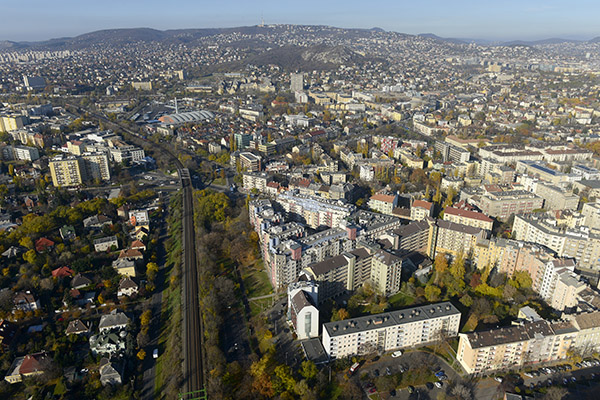
Kelenföld légi felvételen
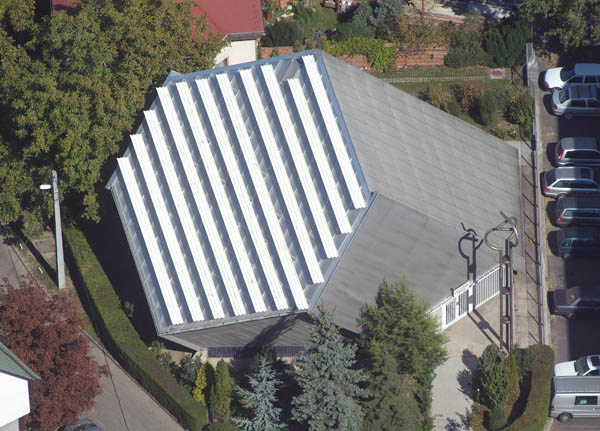
"Ferde" református templom az Ildikó téren - légi fotó (Kelenföld)
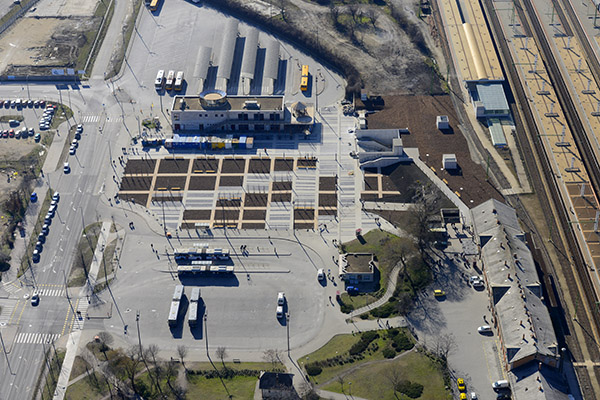
Az Etele tér légi fotón
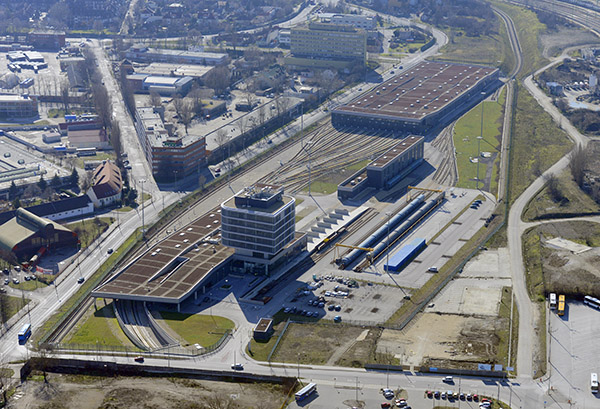
Az M4-es metró kelenföldi járműtelepe madártávlatból
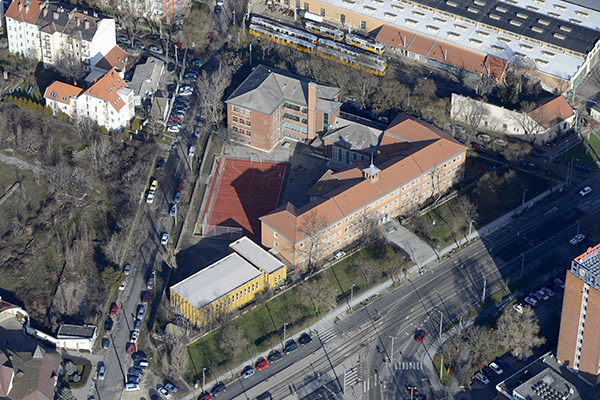
Bethlen Gábor iskola - légi felvétel (Kelenföld)
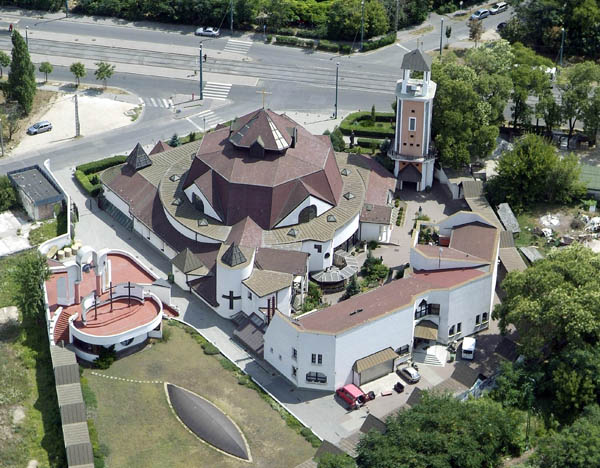
A Szent Gellért templom a levegőből
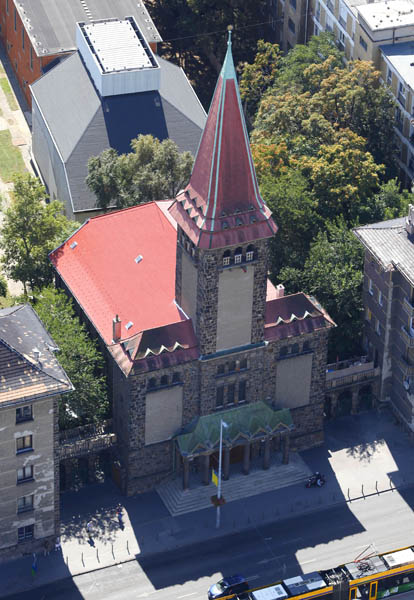
Református templom Újbuda-központnál
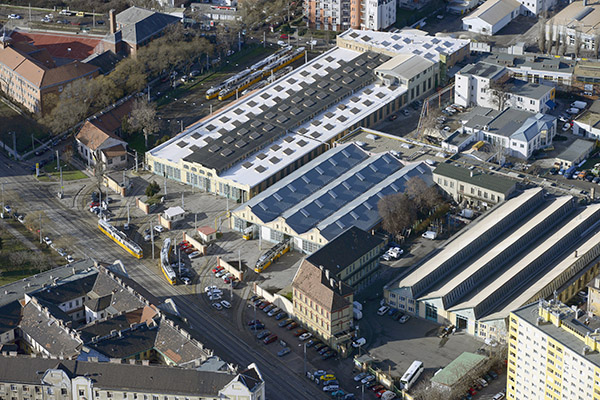
Kelenföld kocsiszín a magasból